# Darracq V14
La V14 era un'autovettura di fascia alta prodotta dal 1912 al 1914 dalla Casa automobilistica francese Darracq.

## Profilo
Lanciata nel 1912, la V14 doveva riprendere l'eredità della sfortunata C11 e farle riscattare il suo destino commerciale.
Perciò si avvalse di una soluzione tecnica che negli anni dieci e venti era utilizzata da alcuni costruttori: quello della distribuzione con valvole a fodero. Il motore era inizialmente un 4 cilindri da 2614 cm³ in grado di erogare una potenza massima di 15 CV.
Sfortunatamente, la V14 ebbe fin dall'inizio gravi problemi di inaffidabilità del motore e ciò ne penalizzò enormemente le vendite.
A partire dall'inizio del 1913, la cilindrata fu portata a 2951 cm³ e la potenza salì di poco, fino a 16 CV. Ma oramai il danno era fatto e la V14 continuò ad essere venduta con il contagocce.
Perciò fu tolta di produzione nel 1914 con l'arrivo della nuova gestione della Casa di Suresnes.